# Kotanto
Kotanto – wieś w Osetii Południowej, w regionie Dżawa. W 2015 roku liczyła 24 mieszkańców.